# Logos Česká republika

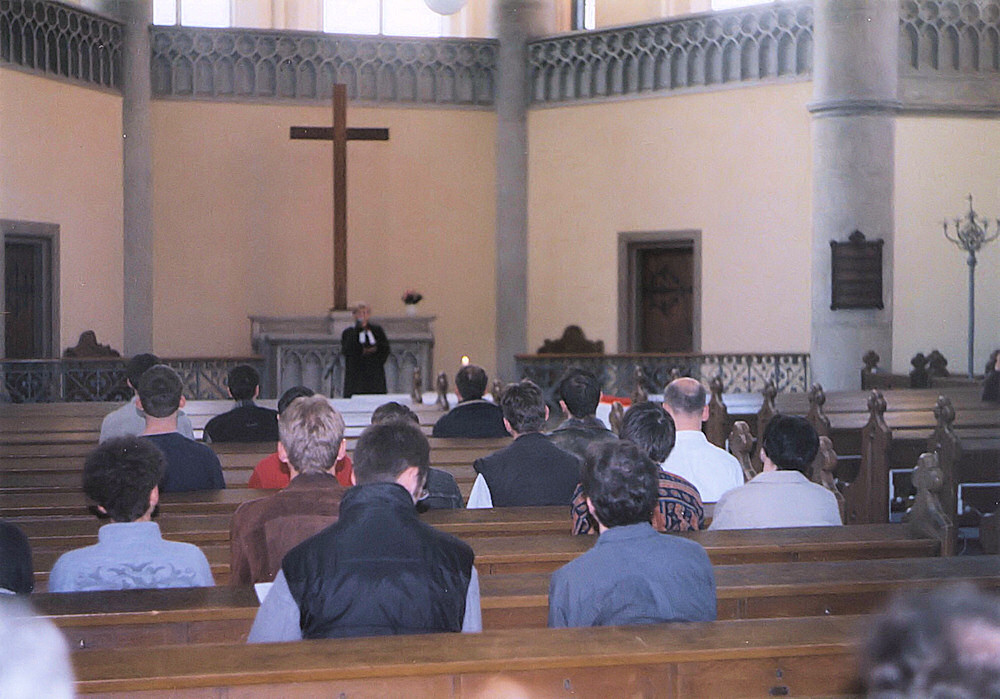
Bohoslužba Logosu Brno za oběti AIDS, Červený kostel 2001

Logos Česká republika, z. s. (do roku 2010 Logos Praha a do 4. února 2016 jen Logos Česká republika) je ekumenický křesťanský spolek, jehož cílem zůstává integrace nejen gayů a leseb do společnosti i církví. Vznikl jako společenství scházející se ve sboru sboru Českobratrské církve evangelické pražských Kobylisích, odkud se rozšířil do dalších míst České republiky.
Od roku 1997 byl řádným členem Evropského fóra křesťanských skupin leseb a gayů V roce 2022 měl tři místní skupiny (do roku 2010 pobočky) Praha, Brno, a Ostrava. Dříve krátce či déle existovaly pobočky v některých městech i další skupiny, kupříkladu Hradec Králové, či Most, Havířov a další skupiny, kupříkladu pokusy o vytvoření neveřejných skupin ženské a trans*, ovšem o setkání trans* věřících se pokouší i spolek Transparent z. s., zřízený roku 2015, kam odkazuje v duchu spolupráce zájemce i Logos.
Spolek se podílí na kampani Jsme fér vzniklé roku 2017 za účelem podpory uzákonění plnohodnotných manželství i pro páry stejného pohlaví v České republice. S tím souvisí v odpovědi na střelecký útok v Bratislavě 12. října 2022 i účast Logosu na otevřené výzvě Společně proti nenávisti se třemi požadovanými zásadními legislativními kroky, navrženými ve snaze o výrazné zlepšení postavení, bezpečnosti a přijetí statisíců LGBTIQ+ lidí, rodin a dětí v Česku.

## Historie a aktivity
Jeho zakladatelkami byly lékařka, psychoterapeutka a bývalá řeholnice Bernadetta Dagmar Křížková a její partnerka, herečka, režisérka a psychoterapeutka Elena Strupková. V létě 1990 podala Křížková formou inzerátu do Katolického týdeníku výzvu všem, kdo mají zájem aktivně vykonávat pastorační péči lesbám a gayům, i těm, kdo by měli zájem o tuto péči. První neformální setkání se konalo v listopadu 1990. Od počátku se kolem hnutí pohybovali lidé různých názorů, od těch, kteří chtěli homosexualitu léčit, až po ty, kteří si váží homosexuálního partnerství, a i sama zakladatelka prošla názorovým vývojem a seznámila se i se skupinami kolem hnutí Exodus, s nimiž ale kontakty neudržuje. Setkání s hnutími zaměřenými na léčbu homosexuálů Křížková ironizuje: „Byla přesvědčena, že homosexualitu lze léčit a uzdravit a pyšnila se uzdravenými a 'šťastně' ženatými gayi, jejichž – již na první pohled zvýšený – neuroticismus byl výmluvnější než všechna jejich slova… Také mě pobavilo, že během četných přestávek na kávu ex-gayové zásadně vyhledávali společnost mužů, zatímco se mnou a mou přítelkyní se bavil – kromě přítomných žen – pouze jeden heterosexuální muž.“ Po informativním pobytu ve Velké Británii v roce 1992, kde se Křížková se Strupkovou seznámily mj. s anglikánským knězem žijícím v homosexuálním svazku, vzniklo v roce 1993 formální občanské sdružení a za úřední datum vzniku spolku nyní Městský soud v Praze považuje 27. prosinec 1994.
Spolek pořádá informativní akce, a nabízí duchovní podporu a pomoc věřícím gayům a lesbám. V letech 1993 až 2001 vydával spolek časopis Logos zabývající se teologickými i literárními reflexemi otázek spojených s vírou a homosexualitou. Logos přispíval i do sekulárního časopisu SOHO revue, spojeného se jménem herce, aktivisty a občasného návštěvníka akcí Logosu Jiřího Hromady. V říjnu 1994 zareagoval Logos na rostoucí ohlasy na svou činnost zřízením Gay linky pomoci na půdě SOS centra Střediska křesťanské pomoci Diakonie Českobratrské církve evangelické. Činnost této linky byla z finančních důvodů ukončena 31. května 2007, její náplň však převzala SOS linka Diakonie ČCE.

### Začátky pravidelných setkávání
Farář Českobratrské církve evangelické Jiří Štorek v kostele U Jákobova žebříku v Praze 8 – Kobylisích poskytl Logosu místo setkání. Po zesnulém Jiřím Štorkovi převzal duchovní patronát nad hnutím evangelický farář Tomáš Sedlák Drobík a další farářky a faráři v tomto farním sboru. Dne 25. listopadu 2006 se v kostele U Jákobova žebříku uskutečnilo historicky první církevní požehnání homosexuálnímu páru v České republice. Udělila je farářka Simona Tesařová.

### Besedy
Spolek pořádá setkání s mnoha osobnostmi různého odborného i názorového zaměření. Setkání spolku navštívil i religionista Ivan Odilo Štampach (mluvčí iniciativy Kairos 98 a v roce 1999 jeden ze čtyř signatářů dokumentu o církvi, křesťanech a homosexualitě), psycholog Pavel Říčan z Akademie věd České republiky, Prokop Remeš, Karel Schwarzenberg, psychiatr a křesťanský etik Petr Příhoda, aktivisté Islámské nadace v Praze, socioložka Jiřina Šiklová, filosof a biolog Stanislav Komárek, herec a režisér Jiří Strach, psycholog Jeroným Klimeš, bavič Petr Novotný, bývalý mluvčí ČBK Daniel Herman, psychiatr Radkin Honzák, gay aktivista Jiří Hromada, genderová teoretička Věra Sokolová, překladatel a spisovatel Martin Skořepa, morální teolog a výkonný ředitel ústavu ŽIVOT 90, z.ú. Jaroslav Lorman a koordinátorka LGBTI+ projektů téhož ústavu Michaela Jirsová, teolog Martin Šály, učitel a spisovatel František Tichý, plzeňský československý biskup Filip Štojdl, rodinný terapeut a psychoterapeut Lukáš Roztočil. Některé osobnosti přicházejí na setkání Logosu i opakovaně, kupříkladu z římskokatolické církve Václav Malý přišel jako biskup u příležitosti sedmého výročí společenství Logos na jeho setkání do kobyliského sboru 6. 6. června 1999 a znovu plánoval návštěvu v Kobylisích 5. listopadu 2017, což se mu nezdařilo, pak plánoval návštěvu tamtéž na 1. listopad 2020, což mu však znemožnila situace ohledně pandemie nemoci covid-19, tedy dorazil až 5. prosince 2021. Tento biskup si ze setkání odnesl poznání, které 8. prosince 2021 vyjádřil slovy: „Druhou adventní neděli jsem se setkal v kostele ČCE v Praze-Kobylisích s ekumenickou skupinou LGBT křesťanů Logos. Na setkání zaznělo více hlasů, že přítomní postrádají větší pochopení pro jejich situaci ve farních společenstvích. Přimlouvám se za citlivé vnímání ze strany diecézí i farností pro jejich duchovní vedení a větší otevřenost vůči jejich poctivé snaze žít evangelium.“ Václav Malý pak nechyběl ani na oslavách třicátého výročí pobývání Logosu v kobyliském sboru konaných v 5. června 2022.

### Setkání během roku 2022
V roce 2022 kobyliské setkání Logosu navštívili z římskokatolické církve 9. ledna k vedení ekumenické bohoslužby morální teolog docent PhDr. Libor Ovečka, Th.D., farář římskokatolické farnosti při kostele Nanebevzetí Panny Marie v Dolních Počernicích, a přednášku o počátcích církevních obcí proslovila jeho kolegyně teoložka z pražské katolické teologické fakulty docentka PhDr. Mireia Ryšková 21. ledna 2022 si brněnská skupina Logosu pozvala do sboru v Maloměřicích Veroniku Řehákovou ze Sester od Dítěte Ježíše. 6. února 2022 v Kobylisích následovalo setkání s kvakery působícími v Čechách. 22. února 2022 si brněnská skupina Logosu pozvala do sboru v Maloměřicích redaktorku Radia Proglas Hanu Svanovskou. Táž se účastnila ve 24. března 2022 společně Jaroslavem Lormanem, který krátce před tím připomenul Logos i ve svém tištěném rozhovoru s Filipem Titlbachem, a v neposlední řadě s bývalým předsedou Logosu Stanislavem Kostihou besedy „LGBTq+ v církvi“ uvedené Benediktem Mohelníkem a vedené Veronikou Sedláčkovou. Debatu, která si předsevzala úkol otevření prostoru „pro sdílení zkušeností života v církvi lidí s jinou vztahovou orientací“, uspořádalo místo vzdělání a kultury při klášteře sv. Jiljí v Praze zvané „Dominikánská 8“ v rámci programového cyklu „Naslouchat potřebám všech“. Mezi debatujícími účastníky z obecenstva byl i Mgr. Jiří Votava, Ph.D., předseda Logosu, který položil otázku po 59. minutě zveřejněného záznamu a účastnili se i další členky a členové spolku. 3. dubna 2022 do Kobylis dorazil ohlášen s promluvou o svých zkušenostech, jak se hovoří o otázkách spojených s LGBTQ+ lidmi na pražské katolické teologické fakultě, ale i v kněžském semináři, a promluvil především o lidských možnostech hovoru o Bohu teolog Tomáš Sixta. Od 22. do 26. dubna 2022 bylo brněnskou místní skupinou přesunuto setkání s orientálními hosty soustředěné na životní (ne)možnosti gayů kupříkladu v Afghánistánu a Persii. 1. května 2022 byl do Kobylis pozván evangelický farář nejen pro menšiny Mikuláš Vymětal Th.D. O měsíc později (5. června 2022) si Logos na svém pravidelném setkání v kostele U Jákobova žebříku připomněl třicet let své existence a součástí oslavy se stala bohoslužba vedená místním farářem Ondřejem Kolářem. 2. října 2022 tamtéž s účastníky nejen „o vlastní zkušenosti s duchovním světem“ hovořil youtuber Karel Kovář, alias Kovy. 6. listopadu 2022 do téhož sboru přišel představiti některá nová synodní rozhodnutí starokatolické církve v ČR jeden z jejích jáhnů Petr Miencil, včetně tohoto: „Synoda souhlasí s možností žehnání na cestu společným životem v lásce a věrnosti dvěma partnerům, kteří nemohou uzavřít v církvi manželství a pověřuje biskupa zpracováním a vydáním příslušných liturgických textů, které vhodným způsobem odliší obřady žehnání partnerství a uzavírání manželství.“ Tento obřad „žehnání partnerství“ má býti určen „těm trvalým svazkům partnerů, kteří nemohou uzavřít církevní manželství, včetně svazků osob téhož pohlaví“.

### Setkání během roku 2023
V roce 2023 opět lednové kobyliské setkání Logosu vyšlo na hosta ze salesiánské tradice. Tentokráte účast přislíbil člen teplické salesiánské komunity P. Mgr. Michael Martinek, Th.D., SDB, který se již dříve svými videi na YouTube zapojil i do „diskuse o hodnotě a obsahu pojmu manželství nejen v zákonodárství sekulárního státu, ale i v prostředí církví.“ Salesiáni, pro změnu od kostela svaté Teresie od Dítěte Ježíše, se odhodlali ve spolupráci s Logosem během postní doby 28. března 2023, tedy v den učitelů spojený výročí narození Jana Amosa Komenského vhodně s posláním jejich kongregace věnující se výchově mládeže, ku sloužení v tomto, k sídlu Logosu nedalekém, římskokatolickém chrámu večerní mše svaté věnované LGBTQ+ lidem.

### Setkání během roku 2024
V roce 2024 lednové kobyliské setkání Logosu po dvou letech opět uvedl bohoslužbou a výkladem evangelijního textu docent PhDr. Libor Ovečka, Th.D. a poté zástupci organisace In IUSTITIA Mgr. Anna Hrudková a Mgr. Matěj Hřib pohovořili o postupech předcházení předsudečného násilí nejen na osobách LGBTQ+. 27. ledna 2024 se část členů Logosu účastnila celocírkevní konference Českobratrské církve evangelické nazvané „Autorita Písma a žehnání stejnopohlavním svazkům“, která byla uspořádána ve spolupráci s Evangelickou teologickou fakultou Univerzity Karlovy v prostorách auly Pedagogické fakulty Univerzity Karlovy v Praze. Z jednání byl pořadateli pořízen zvukový záznam.